# Municipio de Hamilton (Nebraska)
El municipio de Hamilton (en inglés: Hamilton Township) es un municipio ubicado en el condado de Fillmore en el estado estadounidense de Nebraska. En el año 2010 tenía una población de 126 habitantes y una densidad poblacional de 1,35 personas por km².

## Geografía
El municipio de Hamilton se encuentra ubicado en las coordenadas 40°23′38″N 97°39′11″O / 40.39389, -97.65306. Según la Oficina del Censo de los Estados Unidos, el municipio tiene una superficie total de 93.2 km², de la cual 93,2 km² corresponden a tierra firme y (0 %) 0 km² es agua.

## Demografía
Según el censo de 2010, había 126 personas residiendo en el municipio de Hamilton. La densidad de población era de 1,35 hab./km². De los 126 habitantes, el municipio de Hamilton estaba compuesto por el 97,62 % blancos, el 1,59 % eran afroamericanos, el 0,79 % eran asiáticos. Del total de la población el 0 % eran hispanos o latinos de cualquier raza.